# Walter Berry
Walter Berry (Viena, 8 de abril de 1929-Viena, 27 de octubre de 2000) fue un bajo-barítono austriaco.

## Biografía

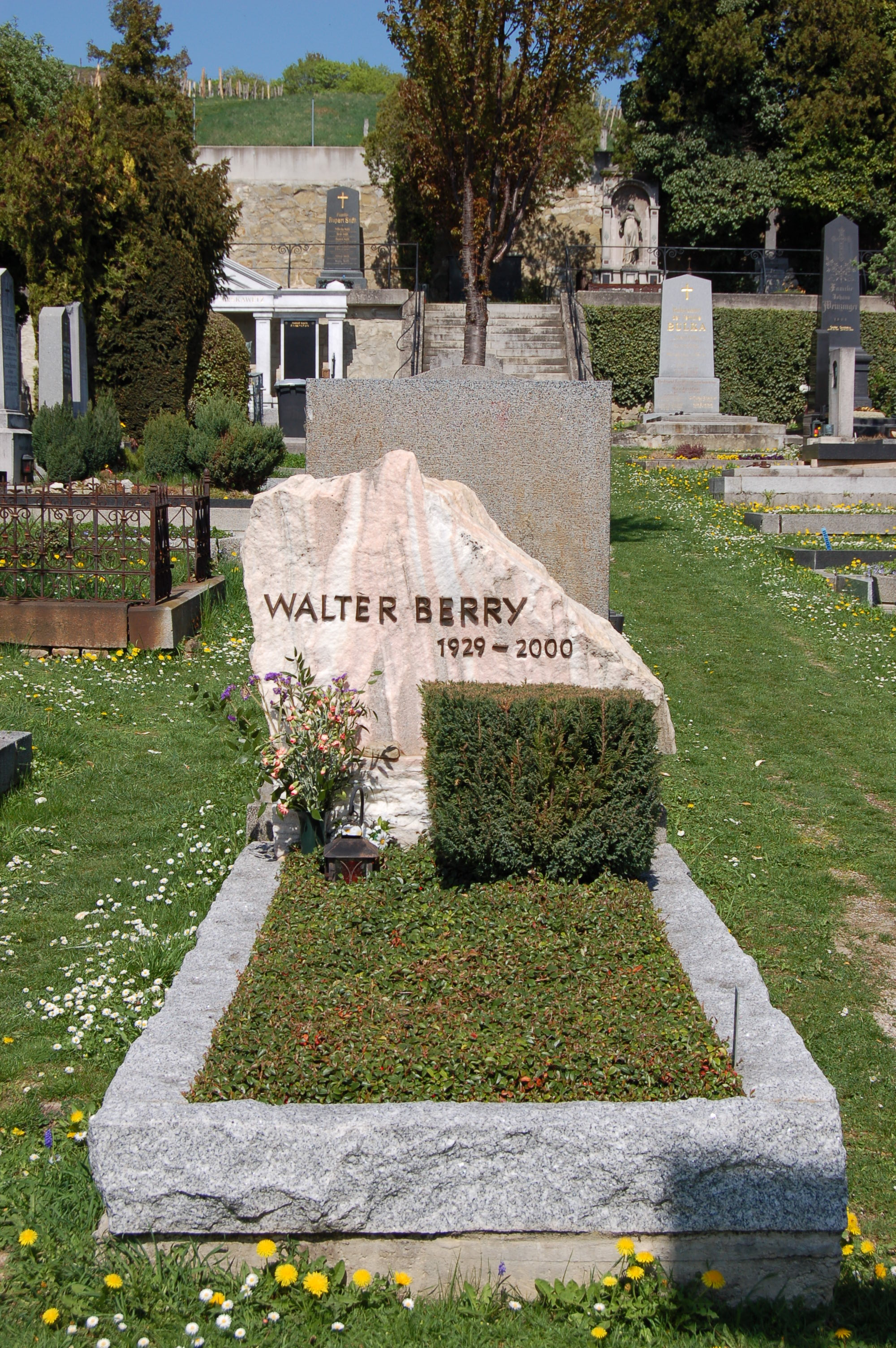
Su tumba.

Estudió en su ciudad natal con Hermann Gallos. Participó habitualmente en el Festival de Salzburgo a partir de 1952 (cuando interpretaría Massetto de Don Giovanni bajo la batuta de Wilhelm Furtwängler en 1954 y también el Conde de Las bodas de Fígaro con Karajan en 1955). En 1960 ingresó en la Staatsoper de Viena —en la que había debutado en 1950 en el papel de Leporello de Don Giovanni—. En 1966 cantó en la Ópera del Metropolitan de Nueva York, en 1969 cantó junto a su esposa la mezzosoprano Christa Ludwig en el Teatro Colón de Buenos Aires el Barón Ochs de Der Rosenkavakier y el papel titular de Wozzeck y en 1976 debutó en el Covent Garden de Londres.

## Repertorio
Su amplio repertorio incluye desde Mozart a Berg, pasando por Wagner, Strauss y Bartók. Se le recuerda especialmente en los roles de Pagageno, Barbazul, Barak, Wozzeck, también se interesó por la música contemporánea, estrenando La leyenda irlandesa, de Werner Egk, El proceso de von Einem y Penélope, de Rolf Liebermann.

## Grabaciones
Entre sus numerosas grabaciones discográficas, destacan:
- 1954 - Don Giovanni de Mozart tanto Masetto —en grabación en vivo en Viena bajo la batuta de Wilhelm Furtwängler (y en estudio con Krips, 1955)— como Leporello —con Otto Klemperer en 1966.
- 1959 - La flauta mágica de Mozart (Papageno) en vivo desde Viena con George Szell (y con Otto Klemperer).
- 1961 - Parsifal de Wagner (Klingsor) con Karajan.
- 1962 - Così fan tutte (Don Alfonso) de Mozart con Karl Böhm.
- 1962 - Fidelio (Don Pizarro) de Beethoven con Otto Klemperer.

- - 1963 - Fidelio, don Pizarro con arthur rother. deutsche oper berlin DVD arthaus musik

- 1964 - La mujer sin sombra de Richard Strauss (Barak) con Karajan.
- 1965 - Barbazul de Bartok (con Christa Ludwig y Istvan Kertesz).
- 1966 - Wozzeck de Alban Berg con Pierre Boulez.
- 1971 - El Caballero de la Rosa de Richard Strauss (Barón Ochs) con Leonard Bernstein.
- 1972 - Tristán e Isolda de Wagner (Kurwenal) con Karajan.
- 1976 - Lulu (Dr. Schön) de Berg con Christoph von Dohnányi.

- Datos: Q112185
- Multimedia: Walter Berry / Q112185